# Diecéze Vila Real
Diecéze Vila Real (latinsky Dioecesis Villaregalensis) je římskokatolická diecéze na území Portugalska se sídlem v městě Vila Real a s katedrálou sv. Dominika. Je sufragánní diecézí vůči arcidiecézi Braga. 

## Historie
Diecézi Vila Real zřídil papež Pius XI. v roce 1922. Na území diecéze se nachází obec Chaves, v antice Aquae Flaviae, sídlo diecéze v období svébského království. 